# Cupido ishigakiana
Cupido ishigakiana är en fjärilsart som beskrevs av Matsumura 1929. Cupido ishigakiana ingår i släktet Cupido och familjen juvelvingar. Inga underarter finns listade i Catalogue of Life.